# Ammutinamento di Kiel

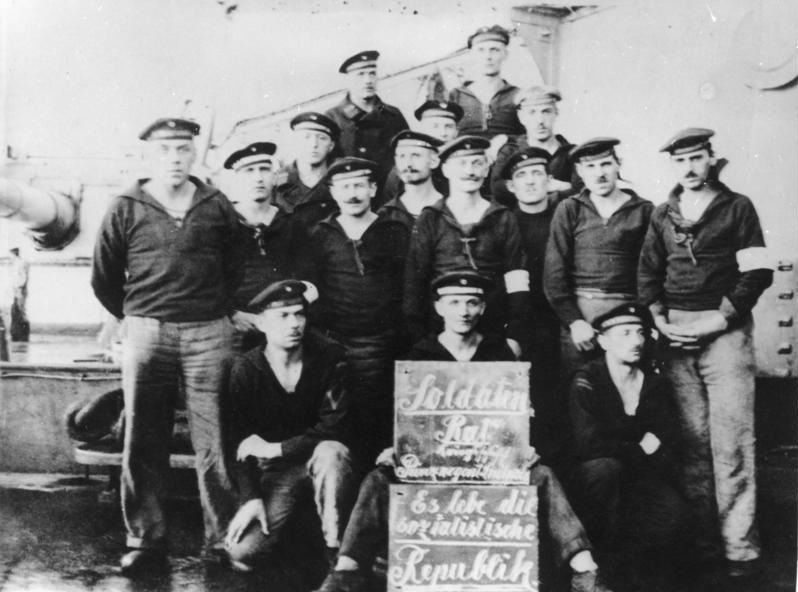
Testo fornito dal Bundesarchiv: "Con la ribellione dei marinai e lavoratori il 3 novembre 1918, inizia a Kiel la Rivoluzione di novembre. Il 6 novembre il movimento rivoluzionario raggiunge Wilhelmshaven. la nostra foto mostra il consiglio dei soldati della Prinzregent Luitpold."

L'ammutinamento di Kiel coinvolse gli equipaggi della Kaiserliche Marine il 3 novembre 1918, verso la fine della prima guerra mondiale. Diversi equipaggi delle navi da battaglia tedesche della Hochseeflotte, che si stava preparando ad ingaggiare una ultima disperata battaglia con la Royal Navy britannica, si ammutinarono impedendo l'uscita in mare delle navi; di conseguenza l'operazione, la prima in grande stile dopo la battaglia dello Jutland, venne annullata. Parecchi ammutinati vennero processati ed alcuni fucilati.